# Кастелмоцано (Парма)
Кастелмоцано је насеље у Италији у округу Парма, региону Емилија-Ромања.
Према процени из 2011. у насељу је живело 11 становника. Насеље се налази на надморској висини од 530 м.